# Вила „Иванка”
Вила "Иванка" ("Партизанка") представља пример типског бањског академског градитељства, а због својих архитектонских квалитета значајно је остварење у наслеђу бања Србије, те због тога 2014. одлуком Владе добија статус споменика културе. 
Смештена је у близини парка и старе зграде Управе Бање Ковиљаче. Према пронађеној архивској грађи испоставља се да је овај пансион за смештај бањских гостију подигнут за Марка Крпана, према пројекту из 1931. године Техничког бироа Грађевинског предузећа Анте Ј. Гашпарца, овлашћеног градитеља из Шапца.

## Архитектура
По једно крило са сваке стране које се шири са задње стране ствара симетричност, док је централни део увучен тако да ствара наткривени трем задужен за улаз у вилу. На оба бочна дела фасаде налазе се арт-деко натписи Вила Иванка, на левој страни ћирилицом, на десној латиницом. Након Другог светског рата друштвене и власничке промене користе прилику да кућу за издавање соба бањским гостима претворе у зграду за стално становање више породица, чиме долази до нарушавања концепта иницијалне намене, где вила позната са старих разгледница Ковиљаче пропада неодржавањем и изгледа као обична стамбена зграда са тек малим делом некадашњег сјаја који се не примећује уколико то не знате унапред.